# Войни и битки през късната античност
Това е списък на войните и битките през късната античност.

### Късна античност
- 297, Битка при Сатала, римляните побеждават сасанидите
- 312, 28 октомври, Битка на Милвийския мост, Рим, Константин Велики попеждава Максентий
- 313, 1 май, Битка при Тзиралум, при Адрианопол, Лициний попеждава Максимин Дая
- 316, Битка при Кибале, Константин Велики попеждава Лициний
- 316/17, Битка при Мардия, Константин Велики попеждава Лициний
- 324, Битка при Хрисополис Константин Велики попеждава Лициний победоносно
- 351, Битка при Мурса, римска гражданска война
- 357, есен, Битка при Аргенторатум (Страсбург), римляните побеждават алеманите
- 363, Битка при Maranga (Месопотамия), римляните побеждават сасанидите
- 376, Битка при Марцианопол, римляни и бунтуващи се готи
- 377, септември, Битка при Ад Салицес (България), римляни и бунтуващи се тервингски готи, без определена победа.
- 378, Битка при Аргентовария, римляните побеждават Lentienser
- 378, 9 август, Битка при Адрианопол, готите побеждават римляните
- 394, 6 септември, Битка при Фригид, Теодосий I побеждава Евгений
- 402, 6 април, Битка при Поленция, Западен Рим със Стилихон побеждава вестготите na Аларих I
- 403, Битка при Верона, Западен Рим със Стилихон попеждава вестготите с Аларих
- 406, Битка при Фиезуле, Западен Рим със Стилихон попеждава германите с Радагаис
- 436, Битка при Нарбона Западен Рим с Аеций попеждава вестготите на Теодорих I
- 451, 20 септември, Битка на Каталаунските полета (Галия), Германи и римляни побеждават хуните
- 454, Битка при Недао (Източна Европа), Гепидите побеждават хуните
- 486, Битка при Соасон (486) (Галия), Франките побеждават Сиагрий
- 493, август, Гарванова битка (Италия)
- 496, Битка при Зюлпих, Франките побеждават аламаните
- ок. 500 Битка при Монс Бадоникус, Романо-бритите и келтите побеждават ангелзаксите
- 507, пролет, Битка при Вуйе, (югозападна Централна Франция), Франките побеждават вестготите
- 524, 21 юни, Битка при Везеронце, Бургундите побеждават франките
- 530 Битка при Дара, Източен Рим побеждава сасанидите
- 531, 19 април, Битка при Калиникум, сасанидите побеждават Източен Рим
- 531, Битка при Унструт, Франките побеждават тюрингите
- 532, Битка при Аутун, Франките побеждават бургундите
- 533, Битка при Ад Децимум, Източен Рим побеждава вандалите
- 537, Битка при Камлан
- 552, 1 юли, Битка при Буста Галорум, Източен Рим побеждава остготите
- 553, Битка при Млечната планина, Източен Рим побеждава остготите
- 554, Битка при Казилинум, Източен Рим побеждава франките и алеманите
- 576, Битка при Мелитене, Източен Рим побеждава сасанидите